# Zanowiackie Gumna
Zanowiackie Gumna – część Brasławia na Białorusi, w obwodzie witebskim, w rejonie brasławskim.
Dawniej wieś.

## Historia
W czasach zaborów w granicach Imperium Rosyjskiego.
W dwudziestoleciu międzywojennym wieś leżała w Polsce, w województwie nowogródzkim (od 1926 w województwie wileńskim), w powiecie brasławskim, w gminie Brasław.
Według Powszechnego Spisu Ludności z 1921 roku zamieszkiwało wieś 186 osób, 129 było wyznania rzymskokatolickiego, 53 prawosławnego a 4 mojżeszowego. Jednocześnie 43 mieszkańców i zadeklarowały polską przynależność narodową, 139 białoruska a 4 żydowska. Było tu 30 budynków mieszkalnych. W 1931 w 1 domu zamieszkiwały 4 osoby.
Miejscowość należała do parafii rzymskokatolickiej i prawosławnej w Brasławiu. Podlegała pod Sąd Grodzki w Brasławiu i Okręgowy w Wilnie; właściwy urząd pocztowy mieścił się w Brasławiu.